# Glen Tetley
Glenford Andrew Tetley (* 3. Februar 1926 in Cleveland, Ohio; † 26. Januar 2007 in West Palm Beach, Florida) war ein US-amerikanischer Tänzer und Choreograf.

## Leben
Tetley studierte zunächst Zahnmedizin. So kam es, dass er sich spät, erst mit 19 Jahren, nach Ende des Zweiten Weltkriegs, dem Tanz zuwandte. Seine Ausbildung erhielt er bei Hanya Holm, einer Schülerin von Mary Wigman, bei Martha Graham in New York und auch bei George Balanchine. Danach tanzte Tetley beim American Ballet Theatre, beim Joffrey Ballet und bei Jerome Robbins.
Von 1962 bis 1970 arbeitete Tetley neben Hans van Manen als Co-Choreograf beim Nederlands Dans Theater, für zwei Spielzeiten auch als dessen künstlerischer Leiter. Nach dem plötzlichen Tod von John Cranko übernahm Tetley 1974 für zwei Spielzeiten die Direktion des Stuttgarter Balletts. Dieser bis dahin rein klassisch ausgerichteten Tanz-Truppe zeigte er die neue Bewegungssprache des Modern Dance. Zu seinen bedeutendsten Choreografien gehörten Le sacre du printemps und Daphnis und Chloé. Doch schon nach zwei Spielzeiten verließ er Stuttgart. Seine Nachfolgerin dort wurde Marcia Haydée, die Primaballerina des Stuttgarter Balletts.
Tetley arbeitete fortan ausschließlich als freier Choreograf. Als Gast-Choreograf schuf und überwachte er die Einstudierung seiner vor allem in den angelsächsischen Ländern beliebten, insgesamt etwa 70 Werke.